# 유성주
유성주(刘星柱, 1973년 11월 12일 ~ )는 대한민국의 배우이다.

## 출연작

### 드라마
- 《범죄의 연대기》 (쿠팡플레이, 미정)
- 《지금 거신 전화는》 (MBC, 2024년) - 백의용 역
- 《강남 비-사이드》 (Disney+, 2024년) - 대통령 비서실장 역
- 《야한(夜限) 사진관》 (ENA, 2024년) - 이현오 역
- 《조선 정신과 의사 유세풍 2》 (tvN, 2023년) - 조태학 역
- 《조선 정신과 의사 유세풍》 (tvN, 2022년) - 조태학 역
- 《링크 : 먹고 사랑하라, 죽이게》 (tvN, 2022년) - 서영환 역
- 《고요의 바다》 (Netflix, 2021년) - 황 차장 역
- 《홈타운》 (tvN, 2021년) - 우 목사 역
- 《오징어 게임》 (Netflix, 2021년) - (111번) 병기 역 (일어 성우진: 마츠카와 히로키)
- 《타임즈》 (OCN, 2021년) - 남성범 역
- 《써치》 (OCN, 2020년) - 이혁 역
- 《비밀의 숲 2》 (tvN, 2020년) - 김후정의 아버지 역
- 《출사표》 (KBS2, 2020년) - 양내성 역
- 《쌍갑포차》 (JTBC, 2020년) - 최 회장 / 조선시대 사또 역 (1인 2역, 특별출연)
- 《보좌관 - 세상을 움직이는 사람들 시즌2》 (JTBC, 2019년) - 이창진 역
- 《위대한 쇼》 (tvN, 2019년) - 정한수 역
- 《미스터 기간제》 (OCN, 2019년) - 이도진 역
- 《보좌관 - 세상을 움직이는 사람들》 (JTBC, 2019년) - 이창진 역
- 《자백》 (tvN, 2019년) - 지창률 역
- 《SKY 캐슬》 (JTBC, 2018년) - 박수창 역

### 영화
- 《온리 갓 노우즈 에브리띵》(2025년) - 요한 역
- 《야당》(2025년) - 염태수 역
- 《소방관》(2024년) - 경리팀장 역
- 《행복의 나라》(2024년) - 김영일 역
- 《서울의 봄》 (2023년) - 민성배 역 (첫 천만영화)
- 《유체이탈자》 (2021년) - 치타 역
- 《큰엄마의 미친봉고》(2021년) - 유한일 역
- 《소리도 없이》(2020년) - 일규 역
- 《담보》(2020년) - 최만식 역
- 《강철비 2: 정상회담》(2020년) - 7군단장 역

### 연극
- 《썬샤인의 전사들》
- 《그 개》
- 《한여름 밤의 꿈》
- 《옥상 밭 고추는 왜》
- 《왕위 주장자들》
- 《연변엄마》
- 《불역쾌재》
- 《곁에 있어도 혼자》
- 《템페스트》
- 《살짝 넘어갔다가 얻어맞았다》
- 《나는 형제다》
- 《중독》
- 《사회의 기둥들》
- 《살아있는 이중생 각하》
- 《M.Butterfly》
- 《싸움꾼들》
- 《그게 아닌데》
- 《브루스니까 숲》
- 《동토유케》
- 《1동 28번지 차숙이네》
- 《나쁜연극》
- 《조선형사 홍윤식》
- 《헨리4세》
- 《선착장에서》
- 《양띠 외디푸스》
- 《정의의 사람들》